# Carmen Damedoz
Carmen Damedoz, née Marie Élise Provost  le 17 mai 1890 dans le 14e arrondissement de Paris et morte le 14 mai 1964 dans le 20e arrondissement de Paris, est une danseuse et une aviatrice française, titulaire du brevet de pilote no 1449 de l'Aéro-club de France, daté du 22 août 1913, sous le nom de Carmen Damedoz.

## Biographie

### Vie personnelle
Marie Élise Provost naît à Paris en 1890, fille de Richard Provost, terrassier, et Marie Louise Dirant, ménagère.
D'après les mentions marginales portées sur son acte de naissance, elle épouse en 1919 à Paris Prosper Jean Henri Maurice Berger, aviateur, dont elle divorce trois ans plus tard, puis se remarie le 7 octobre 1922 avec Émile Léon Camus, à Pougny, dans la Nièvre. Mais ces mentions marginales sont annulées par deux jugements de 1924, transcrits en 1931, son mariage avec Émile Léon Camus datant en réalité du 20 mai 1914. Elle est toujours mariée avec lui quand elle meurt, veuve, en 1964.

### Parcours
Marie Élise Provost adopte le pseudonyme à consonance hispanique Carmen Damedoz — son teint mat et sa chevelure noire contribuant peut-être à la faire passer pour une Espagnole — et se fait connaître comme danseuse, parfois vêtue d'un costume espagnol ou d'un châle,,. Elle devient le modèle de plusieurs artistes, parmi lesquels Antoine Bourdelle, Alberto Giacometti ou Auguste Rodin, dont elle est proche au point de lui écrire : « J'attends quelques lignes du dieu de la sculpture dont j'adore le talent et l'embrasse de mon plus long baiser... Bien à vous corps et âme. »,
En mai 1911, à Issy-les-Moulineaux, Carmen Damedoz assiste au départ de la course aérienne Paris-Rome-Turin, organisée par Le Petit Parisien, et se découvre une vocation d'aviatrice. Dès les mois suivants, elle apprend le pilotage d'aéroplanes sur l'aérodrome de la Vidamée, près de Courteuil, et obtient son brevet de pilotage le 22 août 1913, sur un biplan Sommer. Son vol de test n'est pas de tout repos : lors de son premier huit, le moteur de 25 ch perd en puissance et l'aéroplane glisse au sol, occasionnant de légers dégâts et lui valant deux côtes cassées. Pour son second essai, elle pilote un Sommer équipé d'un moteur de 50 ch et passe son test avec brio. Dernière femme à passer un brevet avant le déclenchement de la guerre, elle devient membre du groupe féminin Stella (société Stella ou Aéroclub féminin la Stella), regroupant les femmes aéronautes sportives. 
En décembre 1913, aux commandes d'un monoplan Gnome-Saulnier équipé d'un moteur de 50 ch, son moteur a une défaillance, mais elle remporte la médaille d'or du prix d'altitude féminin, offert par le sénateur Émile Reymond, en atteignant 1 020 mètresou 1 050 mètres selon les sources. Ce vol dure 38 minutes et se déroule sur l'aérodrome de la Vidamée. La revue L'Aérophile la décrit comme étant une des aviatrices les plus connues de son époque. Son énergie et sa ténacité sont qualifiées d'exceptionnelles.
Au début de la guerre, elle est mobilisée et mise à disposition avec son appareil, auprès du ministre de la Guerre, mais on ne fait pas appel à elle. Trésorière de l'Union patriotique des aviatrices de France, dont Marthe Richer — future Marthe Richard — est la secrétaire, elle réclame avec cette dernière le droit de contribuer à l'effort de guerre en tant qu'aviatrices. Mais les autorités militaires refusent leur participation.
En 1922, elle est photographiée nue aux côtés d'Alberto Giacometti dans l'atelier de l'académie de la Grande-Chaumière, par Marion Walton, une élève américaine de l'école. 
Marie Élise Provost meurt en 1964, en son domicile du 227, avenue Gambetta à Paris. Elle est inhumée cinq jours plus tard au cimetière parisien de Saint-Ouen.

## Iconographie
- Mlle Carmen Damedoz, photographie parue dans L'Aérophile, 1er mars 1914, p. 118
- Marion Walton, Alberto Giacometti et le modèle Carmen Damedoz, tirage argentique sur papier, 1922, Marion Walton papers, 1915-1976. Archives of American Art, Smithsonian Institution
- Mme Damedoz, aviatrice, carte postale, Modern Photo Privat, sans date